# Feckelsberg
Feckelsberg ist ein Ort in der Gemeinde Engelskirchen im Oberbergischen Kreis in Nordrhein-Westfalen in Deutschland.

## Lage und Beschreibung
Der Ort liegt im Nordosten von Engelskirchen auf einer Anhöhe zwischen Leppe und Agger. Nachbarorte sind Hardt, Neuenhaus, Rosenau und Madonna.
Im Südosten von Feckelsberg liegt das Naturschutzgebiet Altenberg im Walbachtal mit der Aggertalhöhle.

## Geschichte
Um 1470 wurde der Ort erstmals in einem Güterverzeichnis des Amtes Steinbach urkundlich genannt.